# Route nationale 780
Die Route nationale 780, kurz N 780 oder RN 780, war eine französische Nationalstraße, die von 1933 bis 1973 zwischen einer Kreuzung mit der Route nationale 165 östlich von Vannes und Port-Navalo verlief. Ihre Gesamtlänge betrug 28 Kilometer.